# 多罗特娅·维雷尔

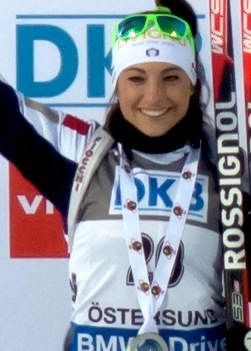
多罗特娅·维雷尔

多罗特娅·维雷尔（德語：Dorothea Wierer，1990年4月3日—），意大利女子冬季两项运动员。她曾代表意大利参加2014年、2018年和2022年冬季奥林匹克运动会冬季两项比赛，共获得三枚铜牌。